# Indigo und die Vierzig Räuber
Indigo und die vierzig Räuber (título original en alemán; en español, Índigo y los cuarenta ladrones) es una opereta en tres actos con música de Johann Strauss (hijo) y libreto en alemán de Maximilian Steiner, basado en el cuento "Alí Babá y los cuarenta ladrones" de Las mil y una noches.

## Historia
Se estrenó el 10 de febrero de 1871 en el Theater an der Wien en Viena, Austria. Al principio tuvo una cálida acogida por parte de los aficionados al teatro de Viena, pero la prensa mostró una opinión más dividida. Las reacciones publicadas fueron normalmente del estilo siguiente: "Está formada por música de baile a la que Strauss ha superpuesto texto y personajes... Un hombre de la reputación de Strauss nunca debió permitir que su nombre se relacionara con tal empresa... Es una producción interesante y es un anticipo de las grandes cosas que vendrán en el futuro."
La obra se repuso con éxito en París en 1875 bajo el título Reina Índigo, luego, rebautizada Una noche en el Bósforo, se presentó en Londres en 1876. 
Al final, después de la muerte de Strauss, la opereta fue enteramente reformada en 1906 por Max Steiner y representada en Viena con otro título distinto, Las mil y una noches, que es también el título de uno de los valses de Strauss (Tausend und eine Nacht op. 346) del que se cogieron melodías para la obra escénica.
Max Schönherr posteriormente reformó la música de ballet de esta obra para una pieza de concierto, y esta versión se ha grabado.
Esta ópera rara vez se representa en la actualidad; en las estadísticas de Operabase no aparece entre las óperas representadas en el período 2005-2010.

## Personajes
| Personajes | Tesitura | Reparto del estreno, 10 de febrero de 1871 (Director: - ) |
| ---------- | -------- | --------------------------------------------------------- |
| Janio      | tenor    | Albin Swoboda                                             |
| Indigo     | tenor    | Carl Matthias Rott                                        |
| Ali Baba   | tenor    | Jani Szika                                                |
| Romadour   | barítono | Carl Adolf Friese                                         |
| Fantasca   | soprano  |                                                           |
| Piastrella | soprano  |                                                           |
| Emperatriz | soprano  |                                                           |